# Canton de Dannemarie
Le canton de Dannemarie est une ancienne division administrative française, située dans le département du Haut-Rhin, en région Grand Est.
Il est supprimé par le décret no 2014-207 du 21 février 2014. À compter des élections départementales de 2015, les communes qui le composaient rejoignent le canton de Masevaux.

## Composition
Le canton de Dannemarie regroupait 30 communes :
|  | - Altenach - Ammertzwiller - Balschwiller - Bellemagny - Bretten - Bréchaumont - Buethwiller - Chavannes-sur-l'Étang - Dannemarie (chef-lieu) - Diefmatten - Elbach - Eteimbes - Falkwiller - Gildwiller - Gommersdorf - Guevenatten - Hagenbach - Hecken - Magny - Manspach - Montreux-Jeune - Montreux-Vieux - Retzwiller - Romagny - Saint-Cosme - Sternenberg - Traubach-le-Bas - Traubach-le-Haut - Valdieu-Lutran - Wolfersdorf |

## Représentation

### Conseillers généraux de 1833 à 1871 et de 1919 à 2015
| Période                                  | Période      | Identité                                  | Étiquette                                                                    | Qualité |
| ---------------------------------------- | ------------ | ----------------------------------------- | ---------------------------------------------------------------------------- | --- |
| 1833                                     | 1837         | François Célestin Feltin (1793-1872)      |                                                                              | Notaire à Balschwiller |
| 1837                                     | 1841         | Joseph Gaudin                             |                                                                              | Négociant à Dannemarie |
| 1841                                     | 1852 (décès) | François Joseph Antoine Welté (1800-1852) |                                                                              | Notaire à Dannemarie |
| 17 juin 1853                             | 1870 (décès) | François Joseph Gaudin                    |                                                                              | Propriétaire, négociant, Dannemarie, conseiller d'arrondissement |
| 1870                                     | 1871         | Jean Ricklin-Riss                         |                                                                              | Propriétaire à Dannemarie |
|                                          |              |                                           |                                                                              | |
| 1888                                     | 1895 (décès) | Jean Flury                                |                                                                              | Maire de Dannemarie (1881-1895) |
| 1895                                     | 1918         | Eugène Ricklin                            | Autonomiste Elsass-Lothiringische Landespartei, puis Centre Alsacien-lorrain | Médecin Maire de Dannemarie (1895-1902) Député au Landesausschuss (1900-1911) Président de la chambre basse du Landtag d'Alsace-Lorraine (1912-1918) Député au Reichstag (1903-1918) |
| 1919                                     | 1928         | Albert Centlivre                          | Alliance démocratique                                                        | Maire de Dannemarie (1902-1914, 1919-1934) |
| 1928                                     | 1934         | Eugène Ricklin                            | UPR                                                                          | Député d'Altkirch (1928) |
| 1934                                     | 1940         | Marcel Stürmel                            | UPR                                                                          | Cheminot Député d'Altkirch (1929-1940) |
|                                          |              |                                           |                                                                              | |
| 1945                                     | 1949         | Joseph Wasmer                             | MRP                                                                          | Avocat à Mulhouse Député du Haut-Rhin (1945-1958) Adjoint au maire de Mulhouse |
| 1949                                     | 1951 (décès) | Antoine Knopf                             | RPF                                                                          | Cultivateur Maire de Retzwiller |
| 1951                                     | 1955         | René Knopf Fils du précédent              | RPF puis RS                                                                  | Cultivateur Maire de Retzwiller |
| 1955                                     | 1961         | Marc Offenstein (1920-2017)               | MRP                                                                          | Médecin à Dannemarie |
| 1961                                     | 1979         | Raymond Mertzweiller (1908-1998)          | UNR puis UDR puis RPR                                                        | Droguiste Maire de Dannemarie (1959-1983) |
| 1979                                     | 2015         | Rémy With                                 | DVD                                                                          | Greffier divisionnaire 1er vice-président du Conseil général du Haut-Rhin Maire d'Altenach (1971-2001) Elu en 2015 dans le Canton de Masevaux                                        |
| Les données manquantes sont à compléter. |              |                                           |                                                                              | |

### Conseillers d'arrondissement (de 1833 à 1871 et de 1919 à 1940)
Le canton de Dannemarie avait deux conseillers d'arrondissement à partir de 1919.
De 1833 à 1871, il appartenait à l'arrondissement de Belfort.
| Période                                  | Période | Identité               | Étiquette | Qualité |
| ---------------------------------------- | ------- | ---------------------- | --------- | --- |
| 1833                                     | 1839    | Jean Ricklin           |           | Aubergiste à Dannemarie                                                                                     |
| 1839                                     | 1848    | M. Kroel               |           | Aubergiste à Dannemarie                                                                                     |
| 1848                                     | 1853    | François Joseph Gaudin |           | Négociant à Dannemarie                                                                                      |
|                                          |         |                        |           | |
| 1919                                     | 1931    | Joseph Messerlin       | Libéral   | Cultivateur à Dannemarie                                                                                    |
| 1919                                     | 1931    | Paul Haebig            | Libéral   | Maire d'Ueberkumen                                                                                          |
| 1931                                     | 1940    | Léonard Brun           | UPR       | Cultivateur, maire de Bréchaumont                                                                           |
| 1931                                     | 1940    | M. Ricklin             | UPR       | |
| 1940                                     |         |                        |           | Les conseils d'arrondissement ont été suspendus par la loi du 12 octobre 1940 et n'ont jamais été réactivés |
| Les données manquantes sont à compléter. |         |                        |           | |